# Homenetmen Bejrut
Homenetmen Bejrut (ar. نادي الهومنتمن بيروت, orm. Հայ Մարմնակրթական Ընդհանուր Միութիւն (ՀՄԸՄ) tłumaczony jako "Ormiańskie Ogólne Stowarzyszenie Kultury Ciała") – libański klub piłkarski z siedzibą w Bejrucie i reprezentujący lokalną społeczność ormiańską.

## Historia
Homenetmen FC został założony w 1924 roku w Bejrucie, zaledwie 6 lat po ustanowieniu w 1918 roku ogólnoświatowej ormiańskiej światowej organizacji Homenetmen w Konstantynopolu, czyli w Stambułu w nowoczesnej Turcji. Homenetmen Bejrut jest częścią organizacji Homenetmen. Klub występuje w libańskiej 3 dywizji w piłce nożnej.

## Sukcesy

### Trofea międzynarodowe
- 3.miejsce w Azjatyckiej Lidze Mistrzów: 1970

### Trofea krajowe
| \| \| Zdobyte trofea w rozgrywkach Libanu (stan na: 1-01-2014) \| |                                                          |      |                                          |
| Rozgrywki                                                         | Osiągnięcie                                              | Razy | Sezon(y)                                 |
| Mistrzostwo                                                       | I miejsce                                                | 7    | 1944, 1946, 1948, 1951, 1955, 1963, 1969 |
| Mistrzostwo                                                       | II miejsce                                               | ?    |                                          |
| Mistrzostwo                                                       | III miejsce                                              | ?    |                                          |
| Puchar                                                            | zdobywca                                                 | 3    | 1943, 1948, 1962                         |
| Puchar                                                            | finalista                                                | ?    |                                          |
| II liga                                                           | I miejsce                                                | ?    |                                          |
| II liga                                                           | II miejsce                                               | ?    |                                          |
| II liga                                                           | III miejsce                                              | ?    |                                          |
| Liban                                                             | Zdobyte trofea w rozgrywkach Libanu (stan na: 1-01-2014) |      |                                          |

## Stadion
Klub rozgrywał swoje mecze domowe na stadionie Bourj Hammoud Stadium w Bejrucie, który może pomieścić 10,000 widzów.